# Christopher Hansteen
Christopher Hansteen (26 septembre 1784 - 11 avril 1873) est un astronome et physicien norvégien.

## Biographie
Hansteen est né à Christiania. Depuis l'école de la cathédrale, il va à l'université de Copenhague, où il étudie le droit puis les mathématiques. En 1806, il enseigne les mathématiques dans le gymnasium de Frederiksborg, en Zélande-du-Nord, et dans les années suivantes, il commence ses enquêtes sur le magnétisme terrestre avec lequel son nom est spécialement associé. Il gagne en 1810 le prix de l'Académie royale danoise des Sciences pour sa réponse à une question sur les axes magnétiques. Désigné conférencier en 1814, il est en 1816 "muté" à l'astronomie et aux mathématiques appliqués dans l'université de Christiania. En 1819, il publia un livre de recherches sur le magnétisme terrestre, qui est traduit en allemand par P. T. Hanson, sous le titre de Untersuchungen über den Magnetismus der Erde, avec un supplément contenant Beobachtungen der Abweichung und Neigung der Magnetnadel et un atlas. Par des règles sur l'observation des phénomènes magnétiques, Hansteen espérait accumuler des analyses pour déterminer le nombre et la position des pôles magnétiques sur la Terre.
Au cours de ses recherches, il voyagea en Finlande et dans une grande partie de la Norvège ; et de 1828 à 1830, il entreprit, en compagnie de Georg Adolf Erman, et avec la coopération de la Russie, une mission gouvernementale en Sibérie occidentale. Un récit de son expédition (Reise-Erinnerungen aus Siberien, 1854; Souvenirs d’un voyage en Sibérie, 1857) ; mais les résultats de ses travaux ne parurent qu'en 1863 (Resultate magnetischer Beobachtungen).
Peu après le retour de la mission, un observatoire est construit dans le parc de Christiania (1833), et Hansteen en est désigné directeur. Sur sa représentation, un observatoire magnétique y est ajouté en 1839. De 1835 à 1838, il publia des travaux sur la géométrie et la mécanique ; et en 1842, il écrit ses Disquisitiones de mutationibus, quas patitur momentum acus magneticae. Il contribua alors à de nombreux articles pour différents journaux scientifiques, surtout pour le Magazine de Naturvidenskaberne, dont il devient coéditeur en 1823. Il publia un aperçu sur l'aspect trigonométrique et topographique de la Norvège, commencé en 1837. En 1861, il arrêta ses travaux actifs mais poursuivit ses études, ses Observations de l'inclination magnétique et Sur les variations séculaires du magnétisme apparurent en 1865. Il mourut à Christiania.

## Distinctions
- Commandeur grand-croix de l'ordre royal de l'Étoile polaire
- Grand-croix de l'ordre de Saint-Olaf

## Hommage
Le cratère Hansteen et le Mons Hansteen sur la Lune ont reçu son nom en hommage.